# 마이클 에머슨
마이클 에머슨(Michael Emerson, 1954년 9월 7일 ~ ) 은 미국의 배우이다. ABC 드라마 《더 프랙티스》(2000-01)의 윌리엄 힝크스 역과 《로스트》(2006-10)의 벤저민 라이너스 역을 통해 프라임타임 에미상을 두 차례 수상하였다.

## 출연 작품

### 영화
- 플래닝 하트 (1998)
- 쏘우 (2004) - 젭 역
- 레전드 오브 조로 (2005) - 해리건 역

### 텔레비전
- 더 프랙티스 (2000-01) - 윌리엄 힝크스 역
- 로스트 (2006-10) - 벤저민 라이너스 역
- 퍼슨 오브 인터레스트 (2011-16) - 해럴드 핀치 역
- 애로우: 어둠의 기사 (2017-18)
- 이블 (2019-현재)